# بول دو كيسير
بول دو كيسير (بالإنجليزية: Paul De Keyser)‏ مواليد 7 فبراير 1957 في بلجيكا، هو دراج بلجيكي سابق.

## روابط خارجية
- بول دو كيسير على موقع أرشيف الدراجات (الإنجليزية)
- بول دو كيسير على موقع إحصائيات الدراجات الإحترافية (الإنجليزية)